# 檀伯達
檀伯達，西周初年的功臣。
约前1046年，周朝战胜商朝，让诸侯据有封地。苏忿生被封到温地，担任司寇，檀伯达封到黄河边上（河内）。周襄王将温地赐给了晋文公。前580年（周简王六年、鲁成公十一年、晋厉公元年），晋国的郤至和周室争夺鄇地的土地，周简王命令刘康公、单襄公到晋国争讼，刘康公、单襄公说明了温地、河内的归属源流。晋厉公下令要郤至不要争夺。